# To All New Arrivals
To All New Arrivals è il quinto album della band inglese dei Faithless, pubblicato il 27 novembre 2006; l'album raggiunse la posizione n. 3 delle classifiche britanniche.
All'album ha collaborato anche il leader dei Cure, Robert Smith, che canta nella canzone Spiders, Crocodiles & Kryptonite, che presenta inoltre un campionamento del successo dei Cure Lullaby.

## Tracce
1. Bombs (con Harry Collier) - 4:58
2. Spiders, Crocodiles & Kryptonite (con Robert Smith) - 5:40
3. Music Matters (con Cass Fox) - 4:36
4. Nate's Tune - 2:14
5. I Hope - 5:27
6. Last This Day (con Dido) - 5:09
7. To All New Arrivals (con Harry Collier) - 5:02
8. Hope & Glory (con One Eskimo) - 5:00
9. A Kind Of Peace (con Cat Power) - 4:14
10. The Man In You - 5:06
11. Emergency - 7:43